# Arthur Keith

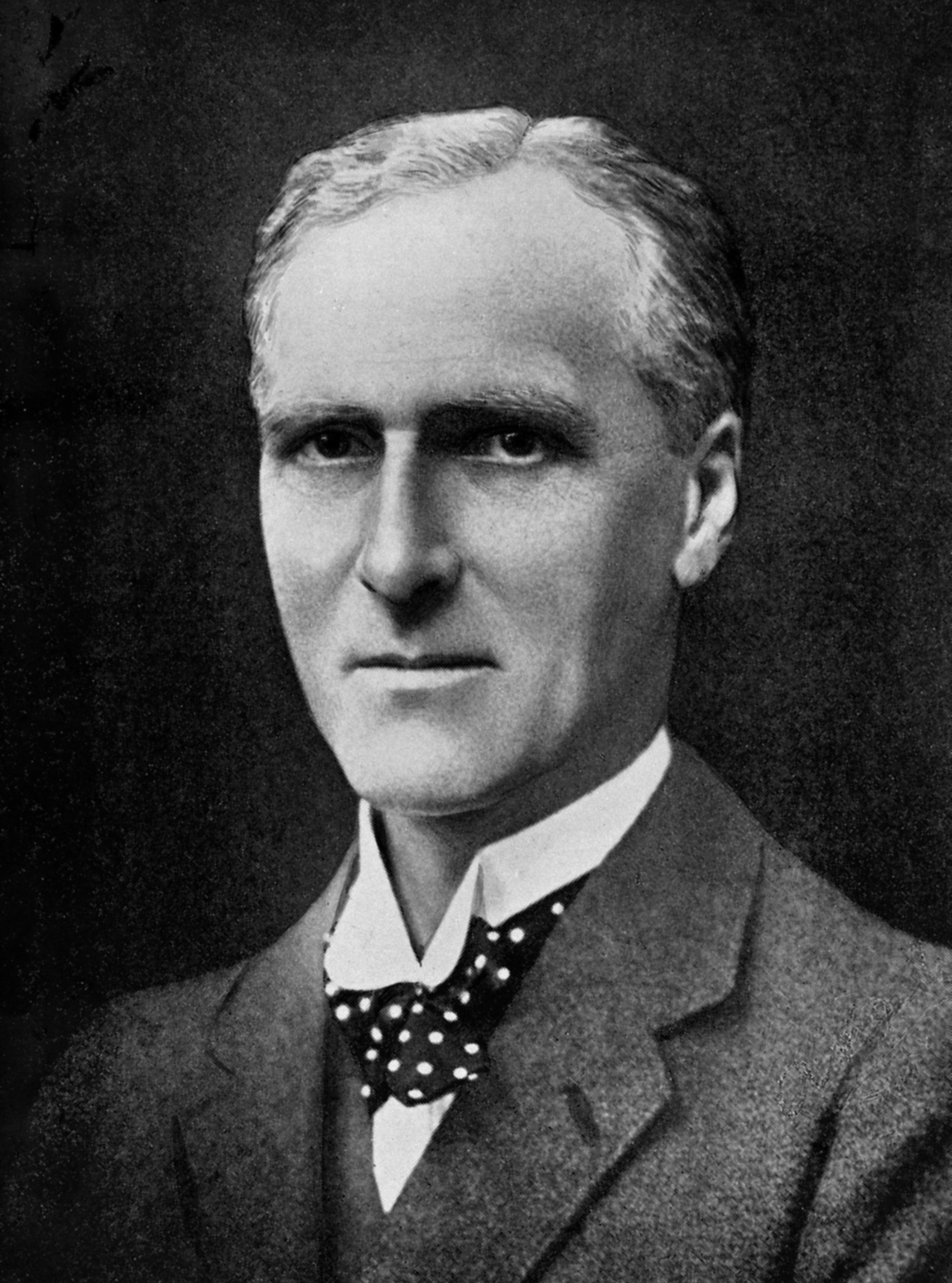
Arthur Keith

Arthur  Keith (* 5. Februar 1866 in Old Machar, Aberdeenshire, Schottland; † 7. Januar 1955 in Downe, Kent, England) war ein schottischer Anatom und Anthropologe.

## Familie
Er wurde als sechstes der zehn Kinder des Bauern John Keith und seiner Frau Jessie (Macpherson) auf der Quarry Farm geboren. 1899 heiratete er Cecilia Caroline (Gray), die 1934 starb.

## Ausbildung und Beruf
Ursprünglich sollte Keith als Landwirt auf dem elterlichen Hof arbeiten, ging aus diesem Grund einige Zeit nicht in die Schule. Er fühlte sich bald mehr von der Naturwissenschaft angezogen. Zur Vorbereitung auf die medizinische Ausbildung besuchte er das Gordon’s College der Universität Aberdeen, wo er sich die Basis einer akademischen Laufbahn durch das Studium der klassischen Sprachen (Latein, Griechisch) verschaffte. Er wechselte 1884 in das medizinische Fach am Marischal College über, wo der Einfluss von James Trail (Botanik) und John Struthers (1823–1899; Anatomie) seine Hinwendung zur darwinistischen Entwicklungstheorie bewirkte. Keith schloss das Medizinstudium 1888 ab (M.B.).
Zunächst arbeitete Keith zwei Monate als Assistent im Murthly Asylum, einer psychiatrischen Anstalt, wo er unter anderem Hirnsektionen post mortem durchführte. Anschließend folgte eine Assistententätigkeit in einer allgemeinärztlichen Praxis.
1889 nahm er eine Stellung als medizinischer Betreuer einer Goldmine in Siam an. Drei Jahre verbrachte er hier, vorwiegend mit dem Sammeln botanischer Proben beschäftigt, und studierte auch die Affen und Menschenaffen des siamesischen Urwalds. Die gesammelten Pflanzen bildeten später die Grundlage des Standardwerkes Flora of the Malay Peninsula (Henry Nicholas Ridley).
In die Heimat zurückgekehrt, promovierte Keith 1894 an der Universität Aberdeen mit einer Arbeit über die Muskel-Anatomie der Katharinen-Affen und wurde in das Royal College of Surgeons aufgenommen (F.R.C.S.). Kurze Studienaufenthalte am University College London und in Leipzig folgten. Ab 1895 arbeitete er als Demonstrator der Anatomie an der Medical School des London Hospital, wo er mit dem Physiologen Leonard Hill die Mechanismen der Atmung mit Röntgen-Technik untersuchte. Schließlich übernahm Keith hier auch die anatomischen Vorlesungen. Die folgenden Jahre widmete Keith vor allem dem komparativ-anatomischen Studium des Herzens, zusammen mit dem Medizinstudenten und späteren Kollegen Martin Flack. Deren Entdeckung des Sinoaurikular-Knotens als primärem kardialem Schrittmacher im elektrischen Stimulationsablauf des Herzens 1907 begründete die weltweite wissenschaftliche Anerkennung Keiths.
1908 wurde er zum Konservator des Royal College of Surgeons und Leiter des Hunterian Museum in London berufen.
Während des Ersten Weltkriegs beschäftigte sich Keith hauptsächlich mit chirurgischer Anatomie im Zusammenhang mit Kriegsverletzungen und therapeutischen Vorschlägen nach anatomischen und physiologischen Prinzipien bei Muskel-, Knochen- und Gelenksverletzungen.
1921 wurde er als Knight Bachelor geadelt, 1918 bis 1923 hatte er die Stellung des Fullerian professor of physiology inne. Nach schwerer Krankheit zog er sich 1933 von der Arbeit am Royal College zurück, um am: Buckston Browne Research Institute in Downe zu leben. Dort konzentrierte er sich vor allem auf das Studium von Skelettfunden paläolithischer Menschen.
Keith erhielt im Laufe seines Lebens zahlreiche Ehrungen (Ehrendoktortitel der Universitäten Aberdeen, Durham, Manchester, Oxford, Birmingham) und war Mitglied der National Academy of Sciences der Vereinigten Staaten, der American Academy of Arts and Sciences (1933), der American Philosophical Society (1931), der Royal Society of Edinburgh und der New York Academy of Sciences.

## Leistung
Die Untersuchungen von Keith und Flack folgten nur kurze Zeit später auf die ausführliche Veröffentlichung Tawaras über den AV-Knoten (1906). In der Originalarbeit von 1907 untersuchten sie die muskulären Verbindungen der einzelnen Herzabschnitte bei allen Klassen von Vertebraten (Fische, Amphibien, Reptilien, Vögel, Säugetiere, menschliche Embryoherzen sowie normale und pathologische Herzen des Erwachsenen). Die morphologisch-anatomische Studie zeigte, dass der dominierende rhythmische Impuls der Herzbewegung vom Muskelgewebe der sino-aurikulären Verbindung ausgehen müsse: „Als Ergebnis müssen wir annehmen, daß der Impuls des Herzens im kardialen Muskelgewebe weitergeleitet wird, daß normalerweise der Impuls in der Muskulatur des Sinus entsteht, den Rhythmus des Herzens bestimmt und dann zu den Aurikeln und zum Ventrikel läuft, endlich den Bulbus cordis erreicht.“ Keith selbst nannte die von ihm gefundene Struktur nach morphologischen Gesichtspunkten Sino-aurikular Knoten (1907) (Keith-Flack-Knoten). Das Synonym Sinusknoten stammte dagegen von W. Koch (1907, 1909).
Unter Keiths Führung entwickelte sich das Hunterian Museum zu einem Mekka für Morphologen, Kliniker und Anthropologen. Diese anatomische Sammlung bereicherte er während seiner 25-jährigen Tätigkeit um spezielle Sammlungen aus den Gebieten der pathologischen Anatomie, der Anatomie der Zähne und anatomischen Präparaten der Kriegszeit (1914–1918). Keith dokumentierte hier auch die Embryologie, die menschliche Entwicklungsgeschichte sowie chirurgische Fehlleistungen. Er führte erfolgreiche und beliebte anatomische Vorlesungen und Kurse durch. Während dieser Zeit begann er sich zunehmend für die Evolution des Menschen und die Entstehung der verschiedenen „Rassen“ zu interessieren. Paläoanthropologische Studien nahmen nun einen Großteil seiner Aktivitäten in Anspruch, zahlreiche Publikationen zu diesem Thema folgten, z. B. The Antiquity of Man.
Mittlerweile war Keith zum glühenden Vertreter der darwinistischen Evolutionstheorie geworden, die die anthropoiden Affen als Wurzel des Homo sapiens betrachtete. Bei der Antrittsrede zum Rektorat der Universität Aberdeen (1930) vertrat er sogar die scharf kritisierte These, dass Nationalismus ein potenter Faktor der rassischen Differenzierung sei. (Er sagt: „Jede Nation ist eine Rasse in statu nascendi“ – also wenn sie lange genug isoliert bliebe.) Keith schrieb nicht nur eine Biographie Darwins (1955), er setzte sich auch für die Erhaltung von Darwins Haus in Downe, Kent, ein.
Ende des 20. Jhs. geriet Keith erneut in den Blickpunkt des Interesses: Man versuchte, ihm eine Urheber- oder wenigstens Mittäterschaft am Piltdown-Mensch-Schwindel nachzuweisen. Zugleich hat die Soziobiologie verschiedene Thesen Keiths über den Auslese-Wert der Aggressivität des Menschen (s. etwa I. Eibl-Eibesfeldt) bestärkt.

## Stiftung eines Gedenksteins am angeblichen Fundort des Piltdown Man

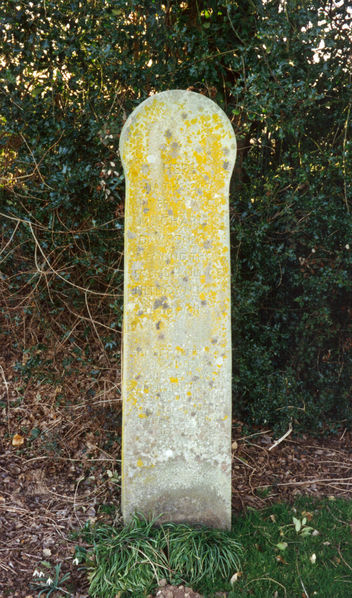
Gedenkstein am angeblichen Fundort

Am 23. Juli 1938 enthüllte Sir Arthur Keith in der Nähe von Barkham Manor ein Denkmal, um die Stelle zu kennzeichnen, wo der Piltdown-Mensch von Charles Dawson angeblich entdeckt wurde. Keith beendete seine Ansprache mit den Worten:

„So lange wie ein Mensch an seiner seit langem vergangenen Geschichte interessiert ist, an den Unbeständigkeiten, die unsere frühen Vorfahren durchmachten und an den wechselnden Ereignissen, die sie ereilten, so lange ist der Name von Charles Dawson unseres Gedenkens sicher. Wir tun gut daran, seinen Namen mit dieser malerischen Ecke von Sussex zu verbinden – dem Schauplatz seiner Entdeckung. Ich habe nun die Ehre, diesen Monolithen zu enthüllen, der seinem Andenken gewidmet ist.“

Die (übersetzte) Widmung auf dem Gedenkstein lautet:

„Hier im alten Flusskies fand Mr. Charles Dawson, FSA, 1912–1913 den fossilen Schädel des Piltdown-Menschen. Die Entdeckung wurde von Herrn Charles Dawson und Sir Arthur Smith Woodward im Quarterly Journal of the Geological Society 1913–15 beschrieben.“

## Werke
- Human Embryology and Morphology. 1902 (6. Aufl. 1948)
- mit Martin Flack: The form and nature of the muscular connections between the primary divisions of the vertebrate heart. In: Journal of Anatomy and Physiology. Band 41, 1907, S. 172–189, Volltext.
- The Antiquity of Man. Williams and Norgate, London 1915, Volltext
- The functional anatomy of the heart. In: Br Med J. 1 (1918), S. 361–363.
- Report on the human remains. In: H. R. Hall, C. L. Woolley, C. J. Gadd, Arthur Keith: Ur excavations. I. Al – ‘Ubaid. Oxford 1927.
- New discoveries relating to the antiquity of man. W.W. Norton & Company, New York 1931. Volltext
- Evolution and Ethics (Memento vom 16. Mai 2008 im Internet Archive). 1946
- A new theory of Human Evolution (Memento vom 16. Mai 2008 im Internet Archive). 1948
- An Autobiography. London 1950.
- Darwin revalued. London 1955.

## Belege
1. ↑  Friedrich Wilhelm Hehrlein: Herz und große Gefäße. In: Franz Xaver Sailer, Friedrich Wilhelm Gierhake (Hrsg.): Chirurgie historisch gesehen: Anfang – Entwicklung – Differenzierung. Dustri-Verlag, Deisenhofen bei München 1973, ISBN 3-87185-021-7, S. 164–185, hier: S. 178.
2. ↑  Museum - The Royal College of Surgeons
3. ↑  Member History: Arthur Keith. American Philosophical Society, abgerufen am 19. Oktober 2018.
4. ↑  Fellows Directory. Biographical Index: Former RSE Fellows 1783–2002. (PDF-Datei) Royal Society of Edinburgh, abgerufen am 25. Dezember 2019.
5. ↑  I. Eibl-Eibesfeldt, F. K. Salter (Hrsg.): Ethnic conflict and indoctrination. Altruism and identity in evolutionary perspective. New York 2001.
6. ↑  The Piltdown Man Discovery. Unveiling of a Monolith Memorial. In: Nature. Band 142, 30. Juli 1938, S. 196 f., doi:10.1038/142196a0.

| Personendaten    | Personendaten                                |
| ---------------- | -------------------------------------------- |
| NAME             | Keith, Arthur                                |
| ALTERNATIVNAMEN  | Keith, Arthur Berridale (vollständiger Name) |
| KURZBESCHREIBUNG | schottischer Anatom und Anthropologe         |
| GEBURTSDATUM     | 5. Februar 1866                              |
| GEBURTSORT       | Old Machar (Aberdeenshire), Schottland       |
| STERBEDATUM      | 7. Januar 1955                               |
| STERBEORT        | Downe (Kent), England                        |